# Rayon de braquage
 (octobre 2014).
Si vous disposez d'ouvrages ou d'articles de référence ou si vous connaissez des sites web de qualité traitant du thème abordé ici, merci de compléter l'article en donnant les références utiles à sa vérifiabilité et en les liant à la section « Notes et références ».

Utilisation d'un rayon de braquage pour réaliser un demi-tour.

Dans le domaine automobile en général, le terme de rayon de braquage désigne le plus court rayon de l'arc de cercle qu'un véhicule est apte à décrire lorsqu'il « braque », c'est-à-dire lorsque le conducteur le fait tourner au maximum de ses possibilités - mécaniques d'une part, mais aussi termes d'équilibre d'autre part, dans le cas d'un deux-roues comme une motocyclette. 

## Description
Le rayon de braquage est un chiffre qui s'exprime en unité de longueur : typiquement, en mètres.
Ce chiffre est un important indicateur de la maniabilité du véhicule à basse vitesse pour des manœuvres telles que : quart-de-tour, demi-tour, créneau, etc. Ainsi, plus le rayon de braquage est petit, plus le véhicule sera apte à tourner dans un espace restreint.

## Autre domaine
Le terme rayon de braquage concerne aussi la robotique, notamment pour les robots capables de certaines prouesses à cet égard (tels que SQuRo).